# Лайнате
Лайнате (итал. Lainate) — город в Италии, в провинции Милан области Ломбардия.
Население составляет 24 146 человек (на 2004 г.), плотность населения составляет 1942 чел./км². Занимает площадь 12 км². Почтовый индекс — 20020. Телефонный код — 02.
Покровительницей коммуны почитается святая Анна, празднование 26 июля.

## Города-побратимы
- Росице, Чехия (2004)
- Стренчский край, Латвия (2004)